# Лисичкин, Валерий Петрович
Валерий Петрович Лисичкин (28 апреля 1945) — советский футболист, нападающий; футбольный судья республиканской категории.
В 1964 году был в составе ленинградского «Динамо», следующие два сезона провёл в «Зените», сыграл три матча: 28 августа 1965 в гостевом матче против куйбышевских «Крыльев Советов» (1:2) вышел на замену на 75 минуте, в домашних матчах 9 сентября против московского «Локомотива» (0:2) и 25 мая 1966 против «Нефтяника» (1:3) выходил на замену после перерыва. В дальнейшем выступал в первенстве Ленинграда, в 1971 году провёл два матча за «Динамо» в первой лиге.
С 1976 года — футбольный судья республиканской категории; ветеран коллегии футбольных арбитров Санкт-Петербурга.